# Barcel
Barcel is een plaats (freguesia) in de Portugese gemeente Mirandela en telt 171 inwoners (2001).